# بيرل إس. واتسون
بيرل إس. واتسون (بالإنجليزية: Burl S. Watson)‏ هو شخصية أعمال أمريكي، ولد في 7 نوفمبر 1893، وتوفي في 16 أغسطس 1975.